# Sint-Remigiuskerk (Schimmert)
De Sint-Remigiuskerk is een kerkgebouw in Schimmert in de Nederlands Zuid-Limburgse gemeente Beekdaelen. De kerk is gewijd aan Remigius van Reims en is gelegen aan de hoofdstraat door het dorp, de weg van Klein Haasdal via Op de Bies naar Spaubeek. Achter de kerk is de pastorie gelegen. De kerk en de pastorie zijn allebei rijksmonumenten.
Het kerkgebouw bestaat uit een hoge dominante westtoren met ingesnoerde torenspits, een driebeukig schip met zijbeuken onder ingestoken kappen (zaagdak), een transept met uitgebouwde kapellen en een vieringtoren, een koor en een apsis. Aan de zuidzijde van de apsis is de sacristie aangebouwd. De kerk is 55 meter lang, 22 meter breed en de toren heeft een totale hoogte van 65 meter.

## Geschiedenis
In 1832 werd hier ter plaatse een waterstaatskerk gebouwd. Deze kerk werd in 1855 gewijd, maar was te klein voor de toenemende bevolking van Schimmert en vertoonde veel technische gebreken.
Aan het begin van de twintigste eeuw werd het besluit genomen tot het bouwen van een nieuwe kerk. Er was nog even sprake van een kerkgebouw op het huidige Oranjeplein (door bewoners van Haasdal zeer gewenst), maar dat bleek niet haalbaar.
In de jaren 1924-1926 werd het huidige kerkgebouw gebouwd naar het ontwerp van de architecten Joseph Cuypers en Pierre Cuypers jr. De aannemer was fa. Turlings uit Pey. Deze nieuwe kerk werd feitelijk over de oude kerk heen gebouwd, zodat de diensten door konden blijven gaan.
De kerk werd opgetrokken in historiserende stijl op basis van neoromaanse en neogotische invloeden. De bouwelementen waren onder andere zandsteen, mergel, graniet, hout, koper. Het kerkhof moest deels worden verplaatst (een deel van de oude graven ligt onder de huidige kerk) en het gebouw werd aangekleed met elementen uit de oude kerk.
De kerk werd op 15 juni 1932 door de bisschop van Roermond, de in Schimmert geboren Mgr. Lemmens, geconsacreerd.
In 1938 werd er naar het ontwerp van Joseph Cuypers een nieuwe sacristie gebouwd. Het kerkgebouw kwam niet schadevrij door de Tweede Wereldoorlog: op 4 oktober 1942 raakte de kerk beschadigd aan het dak, de ramen en de toren door brisant- en brandbommen en in september 1944 werden de ramen van de kerk en toren opnieuw beschadigd.
De kerk had het nodige onderhoud nodig: in 1956 werd de toren hersteld. Twintig jaar later werd de hele kerk gerenoveerd en in 2006 werd de toren opnieuw onder handen genomen, waarna enkele jaren later het Angelusklokje werd gerestaureerd. De meest recente renovering is die van de glas-in-loodramen en de daken aan beide zijdes van het schip.

## Orgel
Het huidige orgel staat in het linker transept en werd in 1947 gebouwd door fa. Pels uit Alkmaar. Aanvankelijk stond dit orgel in de kapel van het Montfortanenklooster, maar werd in 1973 naar het kerkgebouw verplaatst.
| Hoofdwerk | Positief | Pedaal                                                          |
| --- | --- | --------------------------------------------------------------- |
| Holquintadena 16’ Prestant 8’ Bourdon 8’ Salicionaal 8’ Octaaf 4’ Koppelfluit 4’ Octaaf 2’ Mixtuur III-V Trompet 8’ | Roerfluit 8’ Prestant 8’ Viola da Gamba 8’ Vox coelestis 8’ Prestant 4’ Fluit 4’ Woudfluit 2’ Nasard 2 2/3’ Sesquialter II Hobo 8’ | Subbas 16’ Violonbas 16’ Gedektbas 8’ Octaafbas 8’ Koraalbas 4’ |

In 2017 bleek dat het orgel kwalitatief niet meer geschikt, vanaf februari 2018 beschikt de kerk over een nieuw orgel dat overgenomen is van een kerk welke aan de eredienst werd onttrokken.

## Galerij

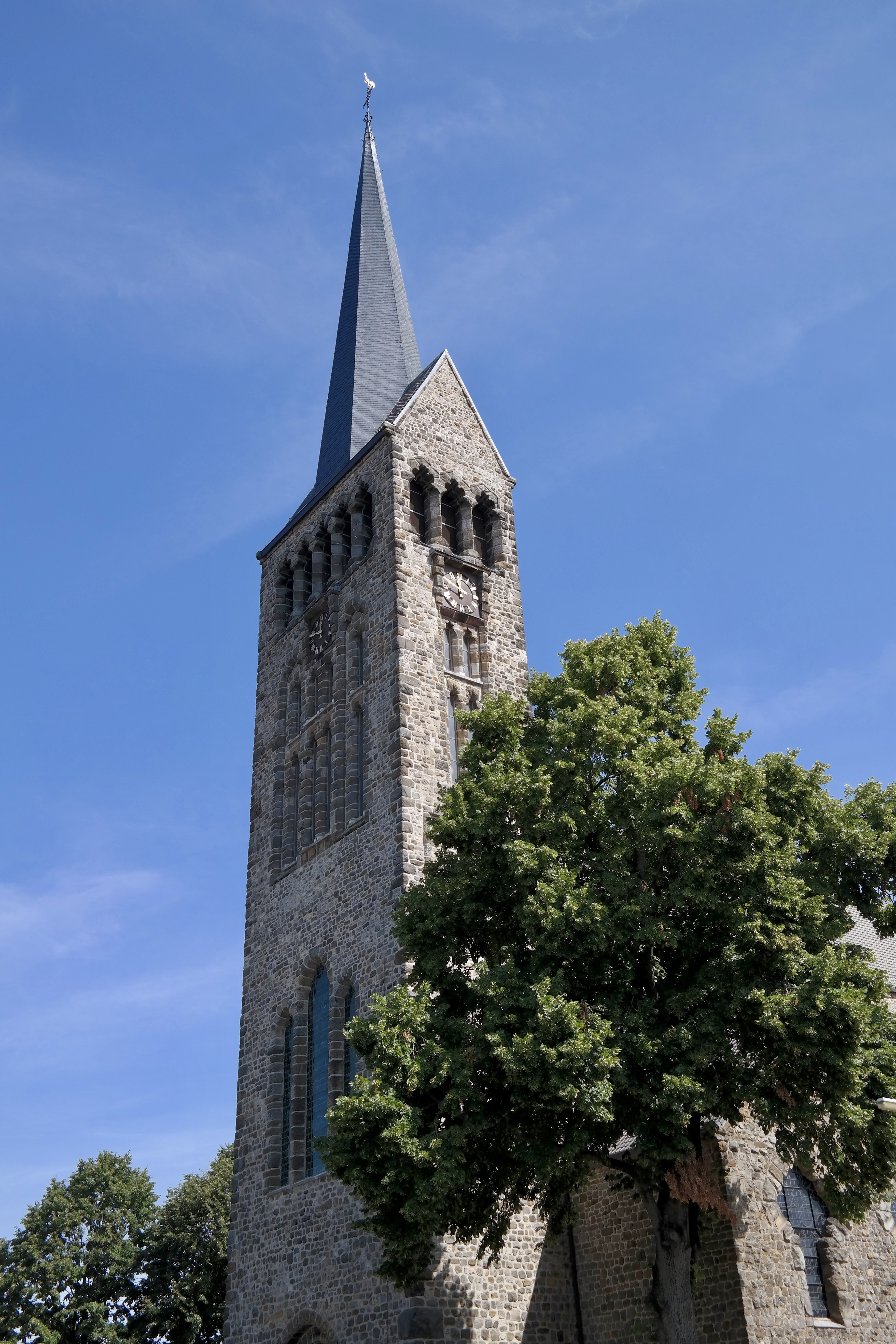
Toren
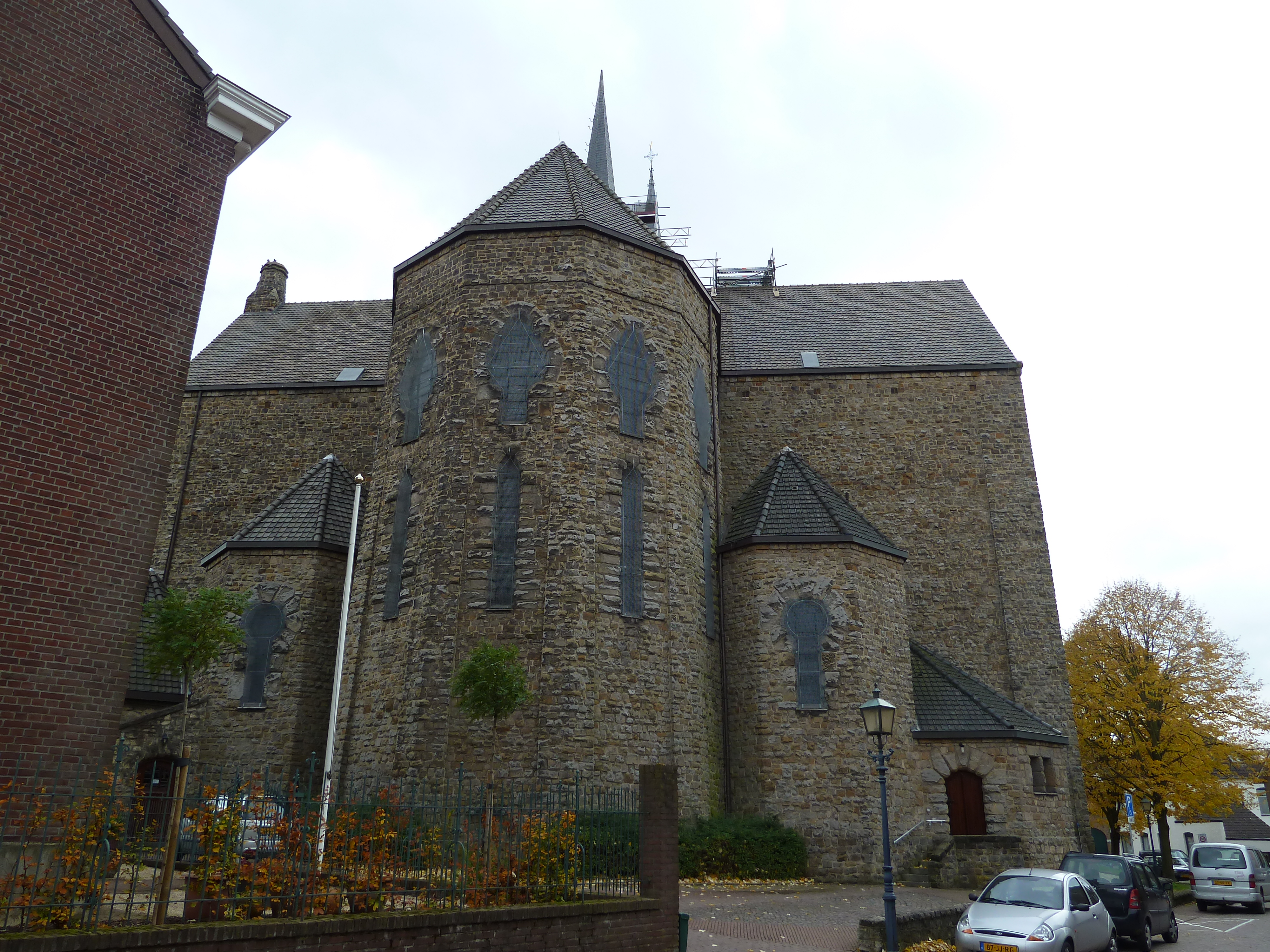
Apsis
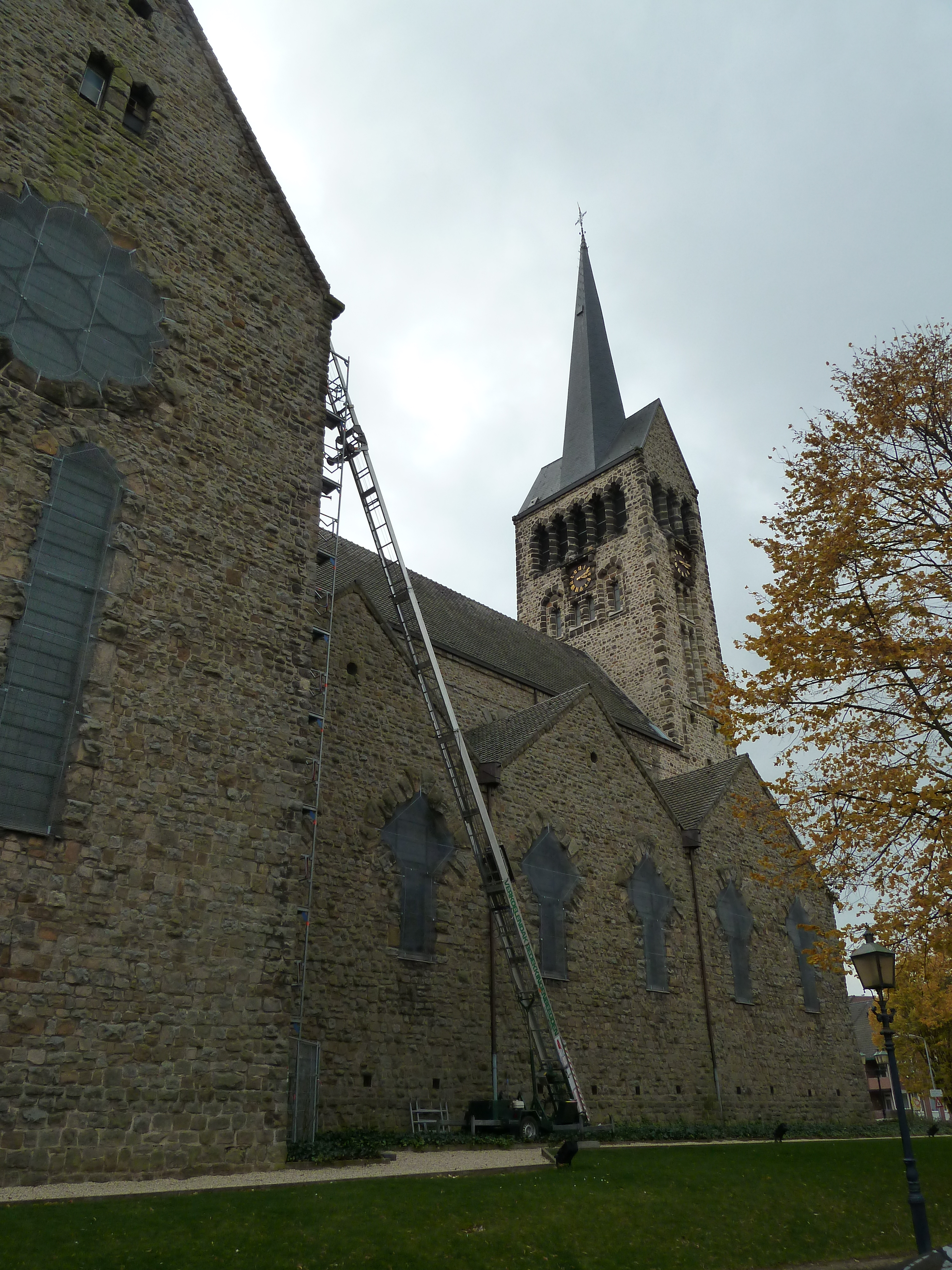
Noordzijde
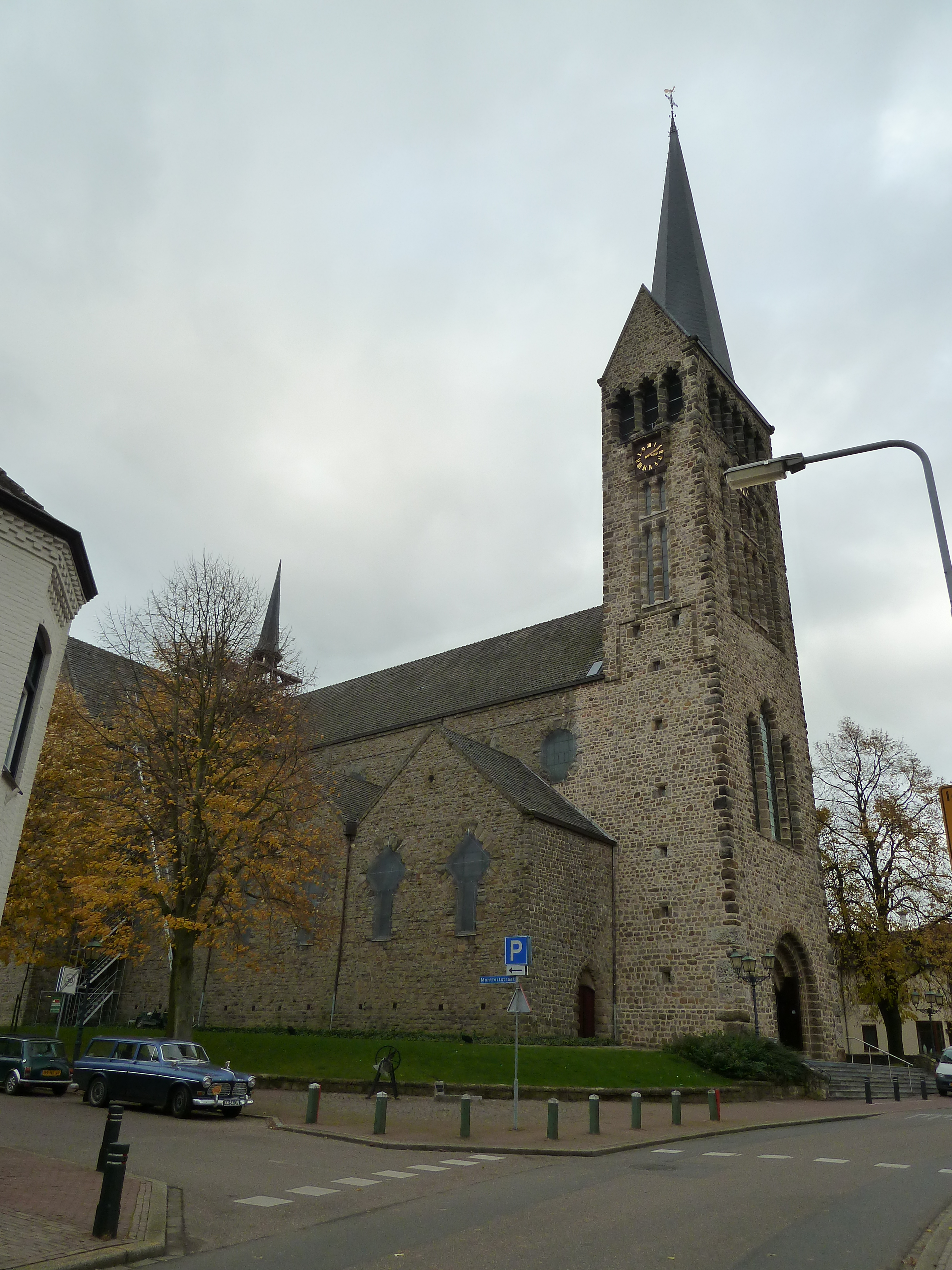
Noordoostzijde
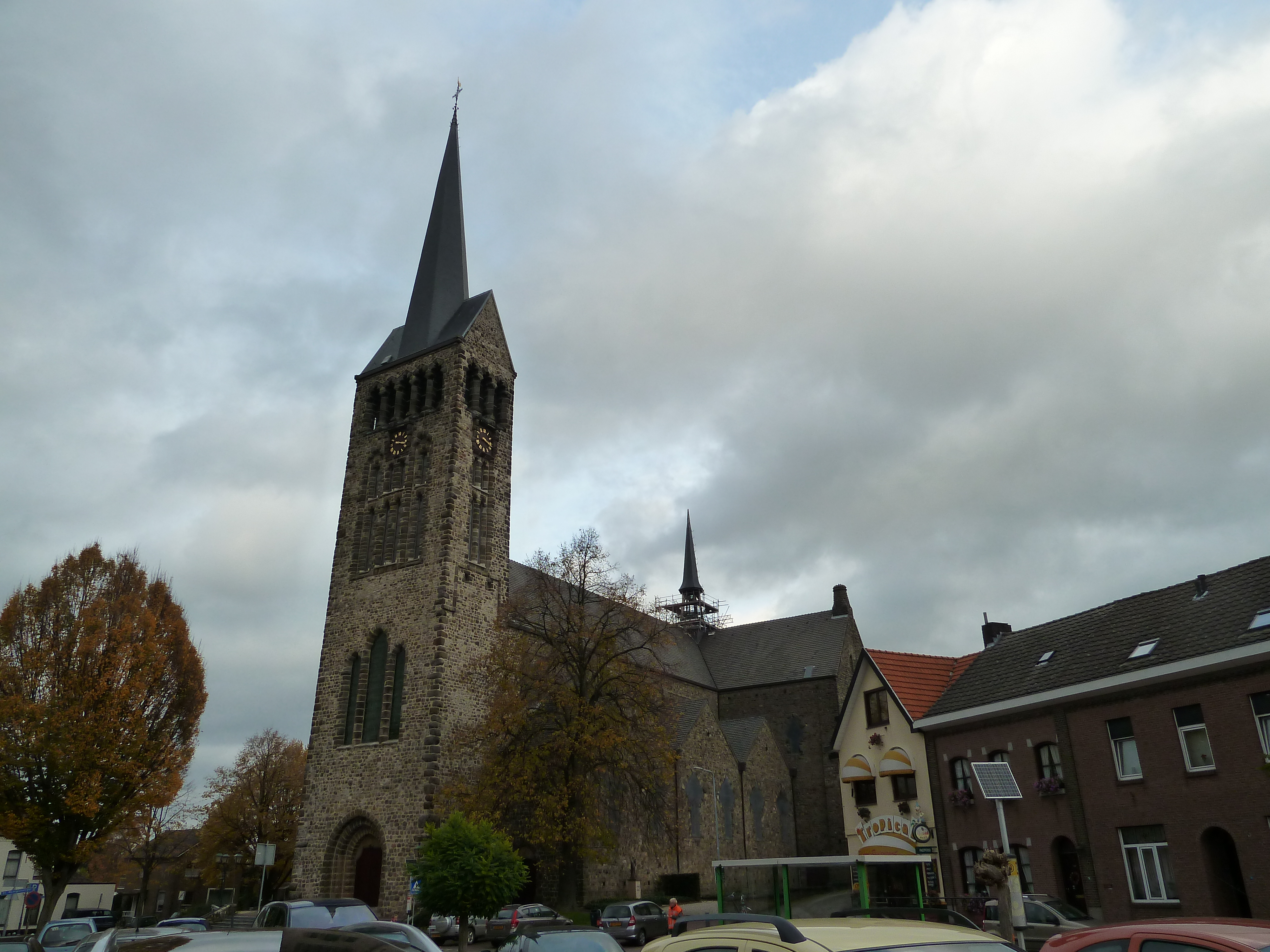
Zuidoostzijde
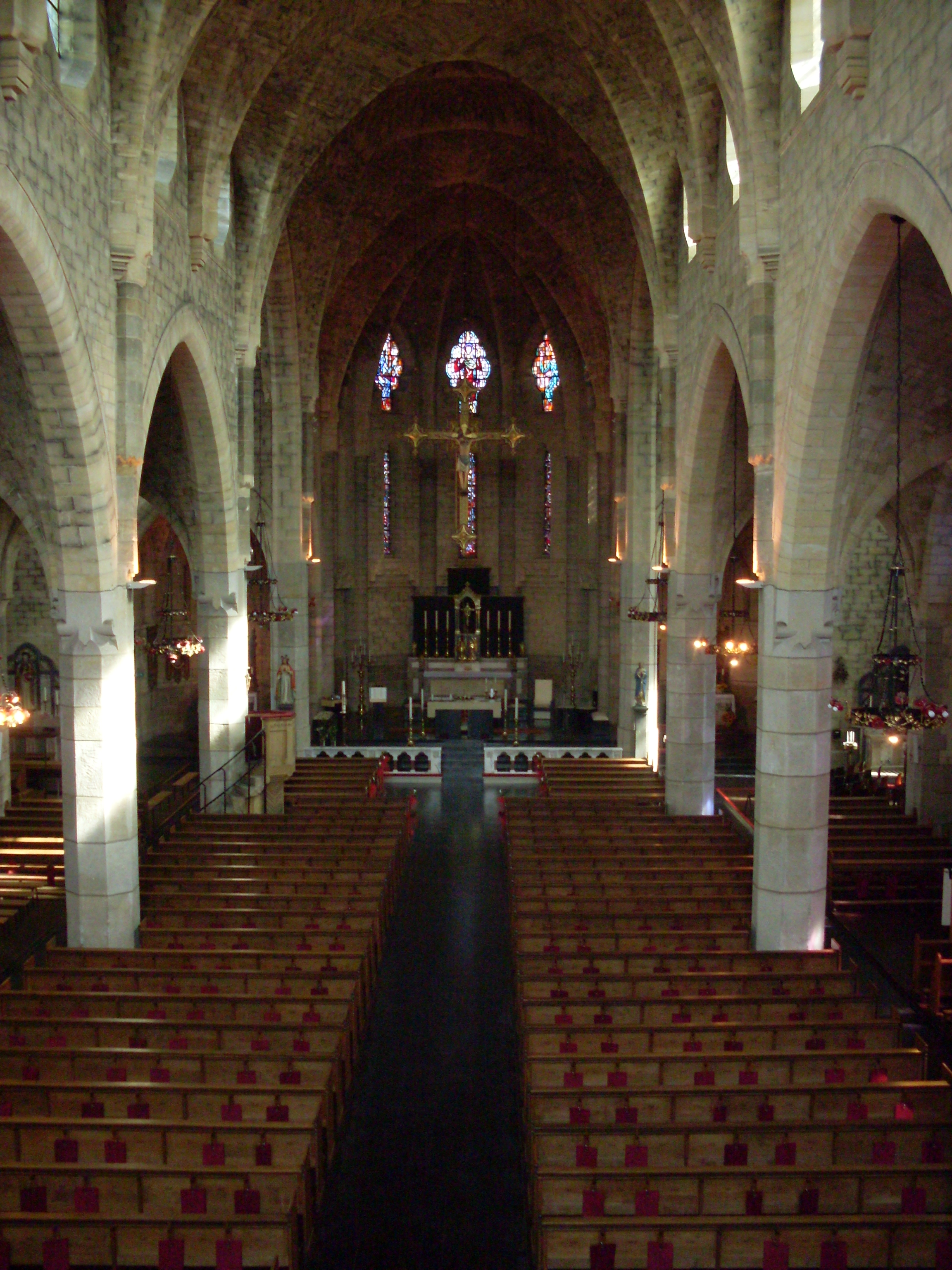
Interieur
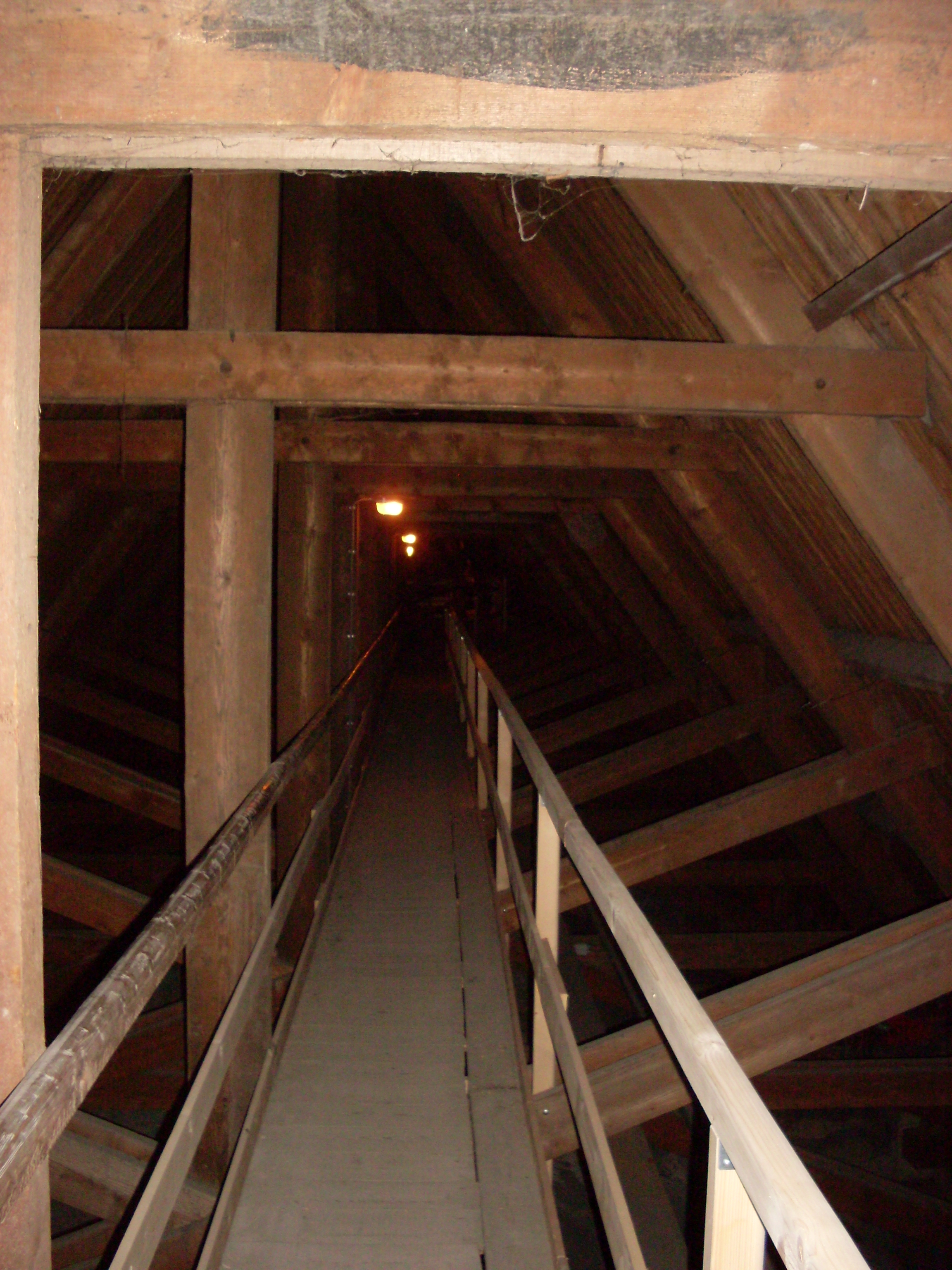
Gewelven
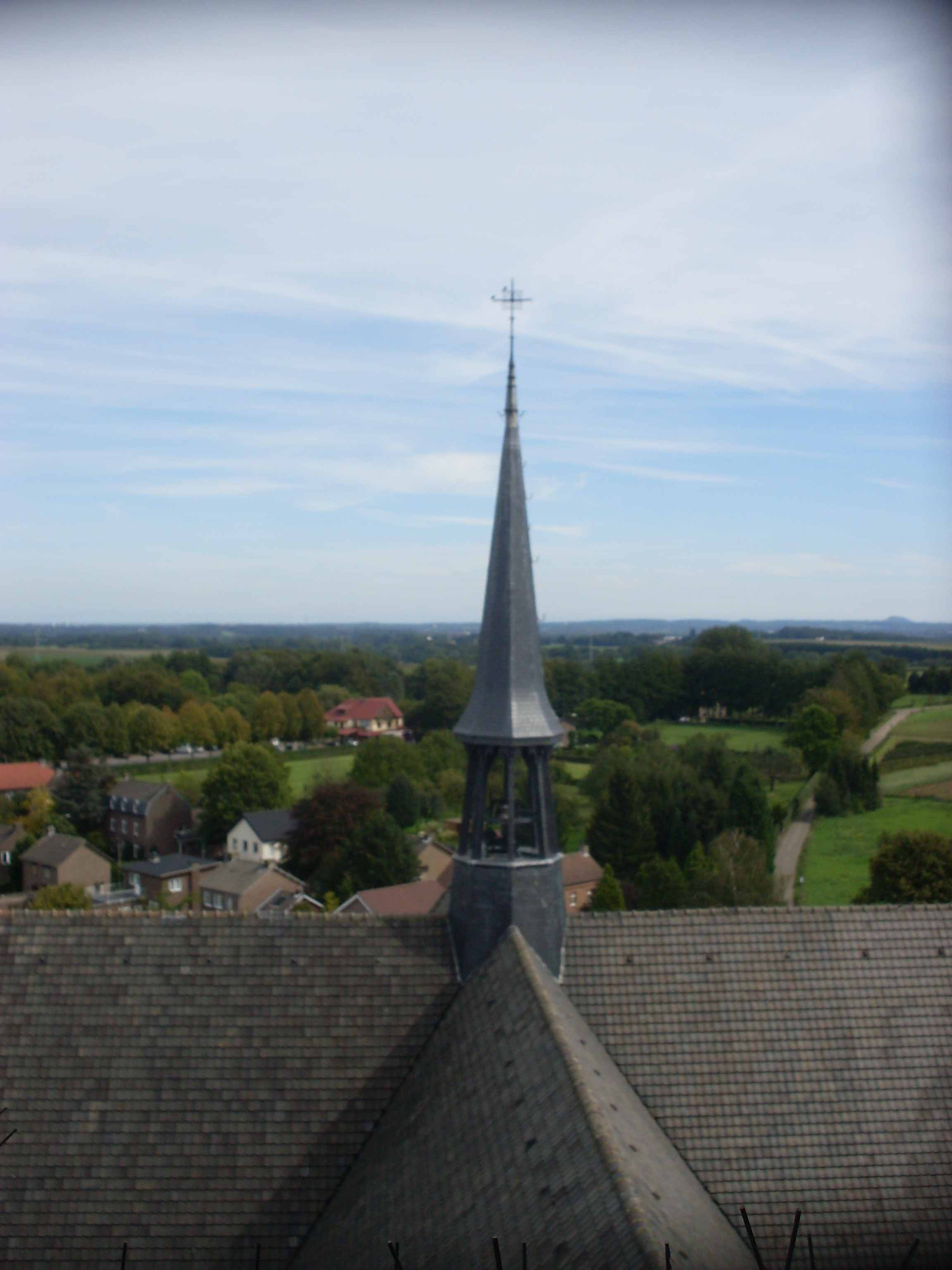
Angelusklokje
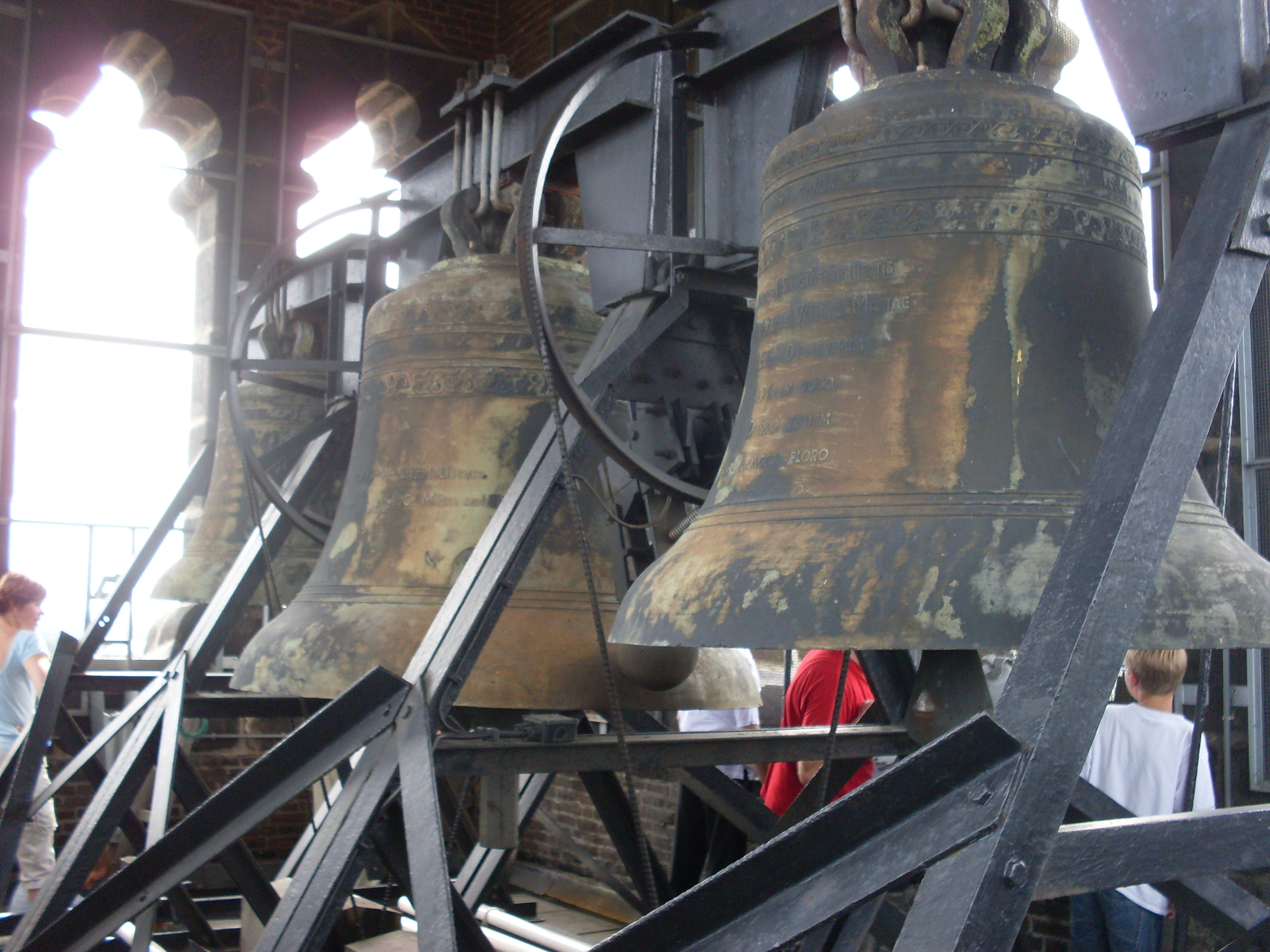
Klokkenstoel